# Кузьмін Дмитро Михайлович
Дмитро Михайлович Кузьмін (8 листопада 1908, місто Нарва, тепер Естонія — 21 травня 1998, місто Таллінн, Естонія) — радянський естонський діяч, секретар ЦК КП(б) Естонії, міністр соціального забезпечення Естонської РСР, голова Комісії радянського (державного) контролю Ради міністрів Естонської РСР. Член Бюро ЦК КП Естонії в 1946—1948 і 1950—1952 роках. Депутат Державної ради Естонії (1940). Депутат Верховної ради Естонської РСР 1—7-го скликань.

## Життєпис
З 1916 по 1919 рік навчався в Кренгольмській початковій школі в місті Нарві. У 1919—1924 роках — учень Нарвської гімназії.
З квітня 1924 по квітень 1929 року працював робітником на фабриці у місті Нарві.
Член Комуністичної партії Естонії з 1926 року.
У квітні 1929 року заарештований естонською владою і засуджений на 6 років ув'язнення, яке відбував у Талліннській центральній в'язниці. У березні 1936 року вийшов із в'язниці. Після звільнення продовжував підпільну діяльність, вербував добровольців для громадянської війни в Іспанії та шукав роботу та місце проживання для звільнених за амністією 1938 року комуністичних в'язнів.
З березня по грудень 1936 року працював на будівництві в Таллінні. У грудні 1936 — травні 1938 року був бухгалтером профспілки в Таллінні. У травні 1938 року заарештований і адміністративно висланий до Вільяндінського повіту, де працював на будівництві. Брав участь у створенні трудового спортивного товариства «Võitlus». У вересні 1939 року Дмитра Кузьміна заарештували і вивезли до Таллінна за звинуваченням у вербуванні добровольців до Іспанії. Після двох тижнів ув'язнення був звільнений і знову відправлений до Вільянді.
Активно підтримував радянську окупацію Естонії в 1940 році, керував захопленням влади у Вільянді під час червневого перевороту. З червня 1940 року — редактор газети «Трудовий шлях» у Таллінні.
Член ВКП(б) з 1940 року.
У вересні 1940 — лютому 1941 року — інструктор організаційно-інструкторського відділу ЦК КП(б) Естонії.
У лютому — вересні 1941 року — в.о. завідувача відділу торгівлі ЦК КП(б) Естонії. З липня по серпень 1941 року виконував спеціальні завдання в Хар'ю і Вірумаа (вивезення промислового обладнання, організація підпільної діяльності).
З вересня 1941 по січень 1942 року працював на Челябінському тракторному заводі. З січня 1942 року був уповноваженим ЦК КП(б) Естонії із комплектування естонських військових частин.
З 1942 по 1946 рік служив на політичній роботі в Червоній армії, учасник німецько-радянської війни. З листопада 1942 року — інспектор політичного відділу і секретар партійної комісії 8-го Естонського стрілецького корпусу на Калінінському, 2-му Прибалтійському і Ленінградському фронтах.
19 квітня 1946 — 23 грудня 1948 року — секретар ЦК КП(б) Естонії із кадрів.
У 1948—1950 роках — слухач Курсів перепідготовки при ЦК ВКП(б).
26 березня 1950 — 16 вересня 1952 року — секретар ЦК КП(б) Естонії.
29 січня 1953 — 4 лютого 1958 року — міністр соціального забезпечення Естонської РСР.
4 лютого 1958 — січень 1963 року — голова Комісії радянського (державного) контролю Ради міністрів Естонської РСР.
У січні 1963 — грудні 1965 року — заступник голови Комітету партійно-державного контролю ЦК КП Естонії та РМ Естонської РСР.
У грудні 1965 — 1971 року — заступник голови Комітету народного контролю Естонської РСР.
З 1971 року — персональний пенсіонер у місті Таллінні.
Помер 21 травня 1998 року в місті Таллінні. 

## Звання
- майор інтендантської служби

## Нагороди
- орден Леніна (20.07.1950)
- орден Вітчизняної війни І ст. (28.09.1944)
- два орден Вітчизняної війни ІІ ст. (18.06.1946, 6.04.1985)
- два ордени Трудового Червоного Прапора (1955, 3.09.1971)
- орден Червоної Зірки (9.06.1945)
- медаль «За відвагу» (28.02.1943)
- медаль «За перемогу над Німеччиною у Великій Вітчизняній війні 1941—1945 рр.» (1945)
- медалі